# 南公揭
南公揭（？—前308年），战国韩国的相國。
南公揭是韩襄王時期的大臣，當時韓國作為戰國七雄中最弱小的國家，在最前線抵擋商鞅變法后強大起來的秦國的壓力。前309年，秦國初置丞相，樗里疾、甘茂为左右丞相。张仪死在魏國。前308年，秦武王与韩襄王会與临晋城外，南公揭同年去世，根據秦韓兩國的會盟，秦國的丞相樗里疾繼承南公揭擔任韩國的相國。